# Харківський палац спорту
Харківський палац спорту – найбільша спортивна споруда закритого типу у Харкові (загальна площа — 19150 м²), що використовалася для проведення різних спортивних заходів (з волейболу, міні-футболу, баскетболу, гандболу тощо), виставок, виступів зірок естради та інших масових заходів. Зруйнований внаслідок масованої ракетної атаки Збройних сил Російської Федерації 1 вересня 2024 року.

## Історія Палацу спорту

### Радянський період (1977–1991)
- Харківський палац спорту був зданий в експлуатацію в 1977 році, як універсальна трансформована ковзанка закритого типу зі штучним льодом.
- У 1978 році у Палаці спорту вперше був проведений міжнародний турнір з художньої гімнастики пам'яті В. І. Савіної, у якому брало участь 12 команд.
- У 1981 році була проведена міжнародна зустріч з волейболу серед жіночих команд СРСР та Японії, а в 1984 році — серед чоловічих команд СРСР — США.
- У 1981 році була здана в експлуатацію тренувальна ковзанка, де проводилася початкова підготовка юних хокеїстів. На малому тренувальному полі працювала школа початкової підготовки з фігурного катання.
- У 1990 році у зв'язку з важким фінансовим становищем Палацу спорту, експлуатація демонстраційного залу в льодовому режимі була припинена, навчально-тренувальні заняття проводились на тренувальній ковзанці.

### Сучасний етап (1991–2024)
- В 1995 році в результаті технічного перетворення демонстраційного залу був укладений дерев'яний поміст, що дало можливість використовувати Палац спорту для проведення змагань з волейболу, міні-футболу, гандболу, боксу, художньої гімнастики та інших ігрових видів спорту.
- З 1996 року Палац спорту функціонує стабільно. В цьому ж році були проведені Кубок володарів кубка Європейських держав з волейболу команд «Локомотив — Олвест» м. Харків — «Дезімпель» Бельгія. Федерація волейболу України відзначила, що Харківський Палац спорту повністю відповідає вимогам щодо проведення міжнародних змагань.
- За період роботи з 1996 року по 2005 рік були проведені такі змагання різного рівня:
  - З волейболу:
    - Чемпіонати та Кубки України;
    - Кубки Європейської конфедерації з Португалією, Іспанією, Македонією, Югославією, Чехією;
    - Всеукраїнські літні молодіжні ігри (щорічно);
    - Міжнародний турнір на Кубок губернатора, присвячений дню визволення м. Харкова від німецько-фашистських загарбників і Дню незалежності України (щорічно).

  - З міні-футболу:
    - Чемпіонати та Кубки України;
    - Традиційний міжнародний турнір «Кубок визволення»;
    - Дитячо-юнацький турнір серед школярів м. Харкова;
    - Студентський турнір на Кубок Президента України;
    - Традиційний турнір «1000 команд».

  - З баскетболу:
    - Ігри Чемпіонату України;
    - Ігри на кубок України.

  - З гандболу:
    - Чемпіонат України.

Палац спорту приймав Чемпіонат Світу з самбо серед юніорів, міжнародний турнір з боксу «Слов'янські ігри», Міжнародний турнір з художньої гімнастики на Кубок Семенової, Чемпіонат України з акробатичного рок-н-ролу.
У Палаці спорту виступали відомі артисти естради: Баста (музикант), Morgenshtern, Валерій Кіпєлов, Алла Пугачова, Валерій Леонтьєв, Філіп Кіркоров, Софія Ротару, Алсу, Ігор Крутой та Ігор Ніколаєв, Польський і Ленінградський балети на льоду.
Зруйнований внаслідок масованої ракетної атаки Збройних сил Російської Федерації 1 вересня 2024 року.

## Основні технічні показники Палацу спорту
- Об'єм споруди — 106 339 м³;
- Загальна площа — 3,5 га;
- Висота ігрового залу 12 м;
- Освітлення основного залу — 1000 люксів;
- Кількість посадочних місць — 3500;
- Дерев'яний ігровий поміст — 45 х 37 м² — (1665 м²);
- Загальна площа всіх роздягалень з душем — 368,84 м².
- Кількість штатних одиниць (за списком) — 148 осіб, з них 113 робітників, 35 фахівців.